# Rijtjeshuis

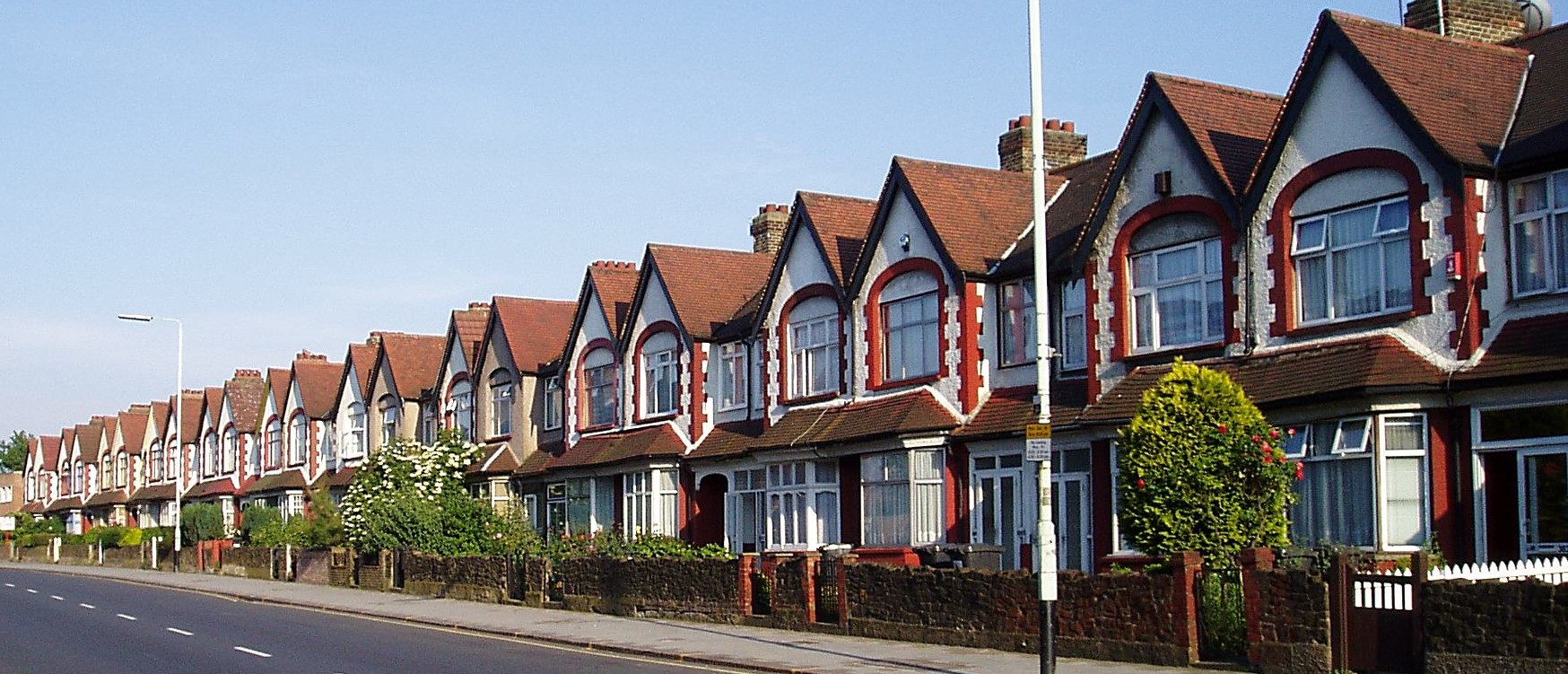
Rijtjeshuizen in Lordship Lane (Haringey), Londen

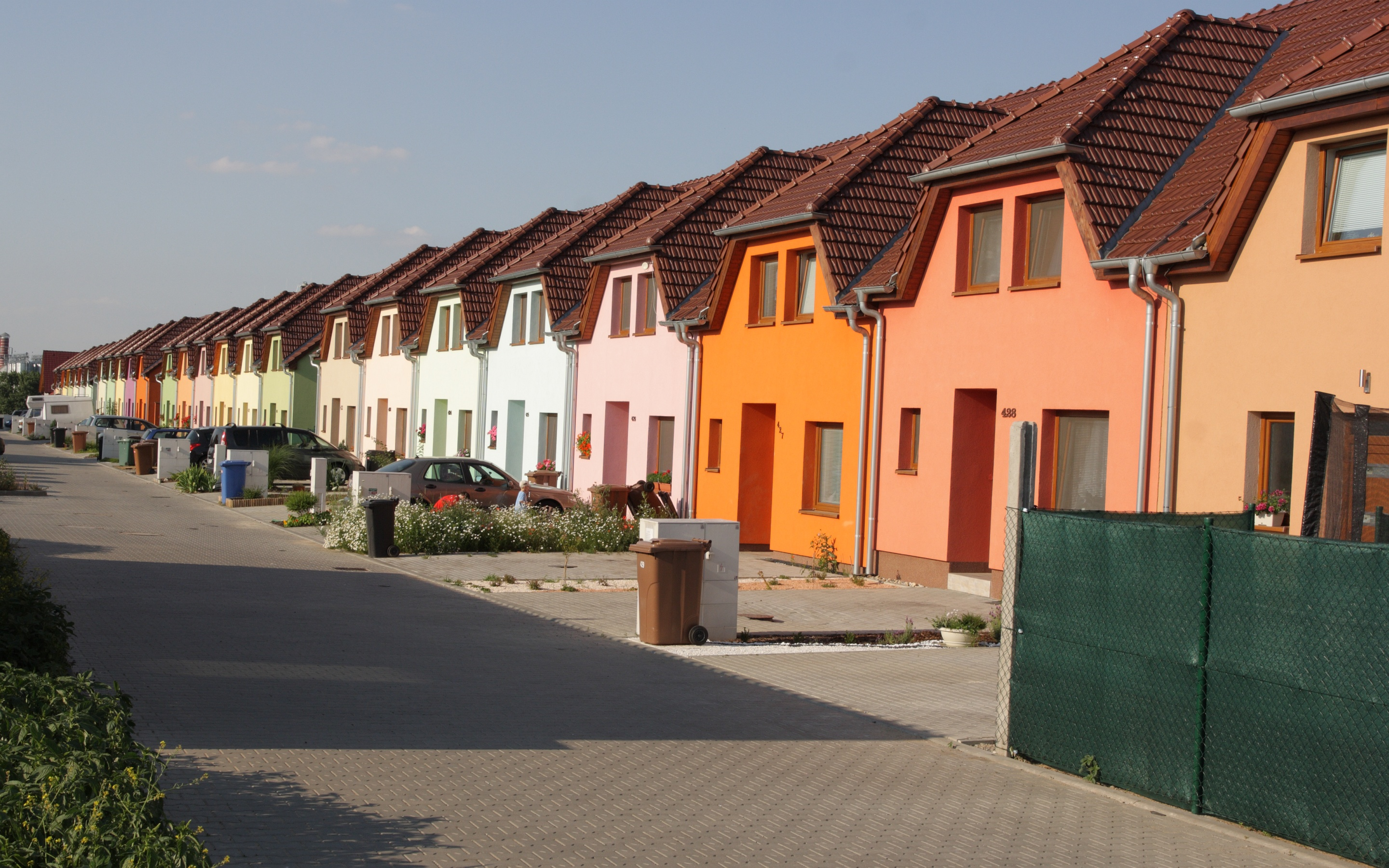
Rijtjeshuizen in Holasice (Tsjechië)

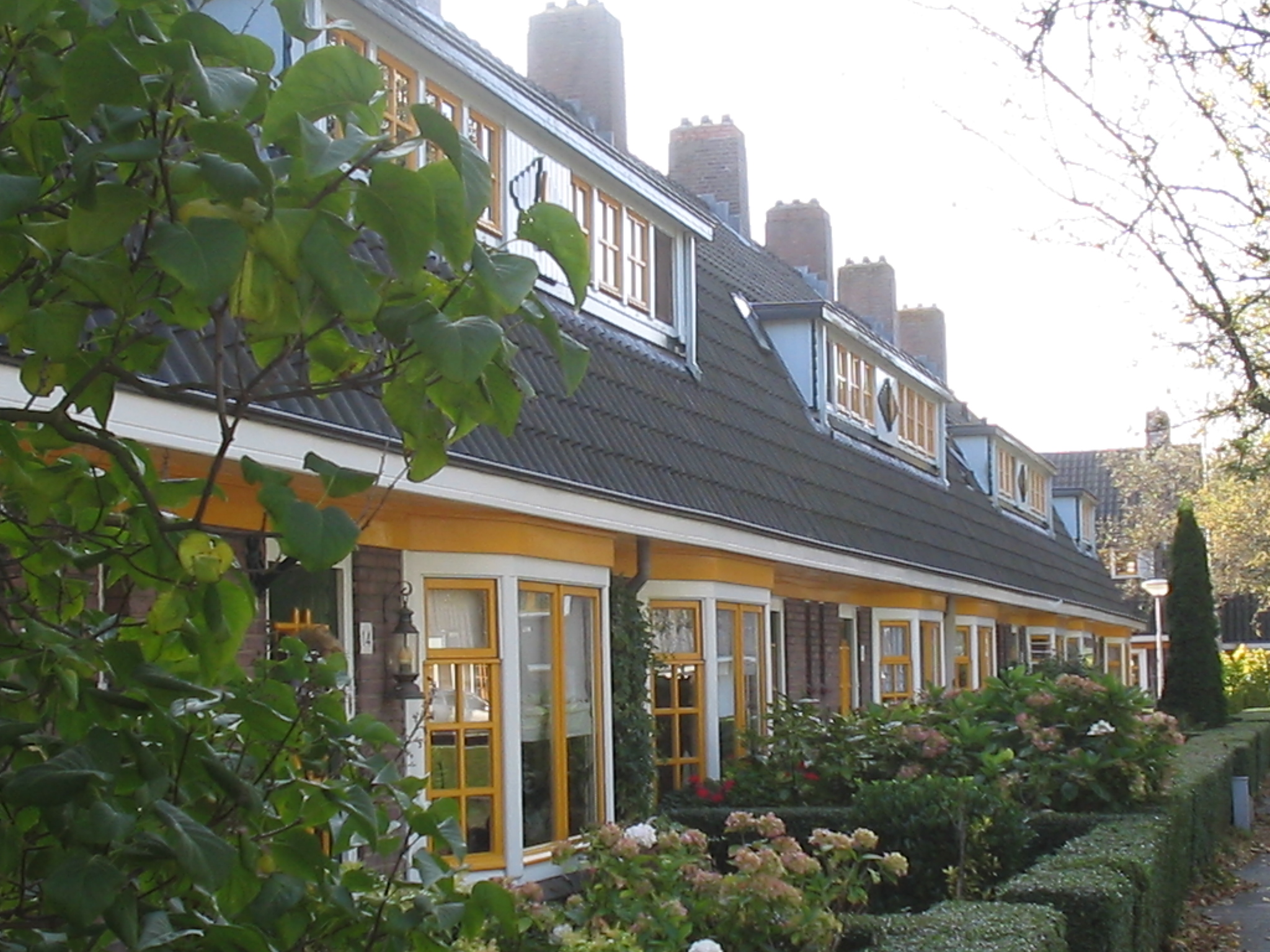
Rijtjeshuizen in het Agnetapark te Delft

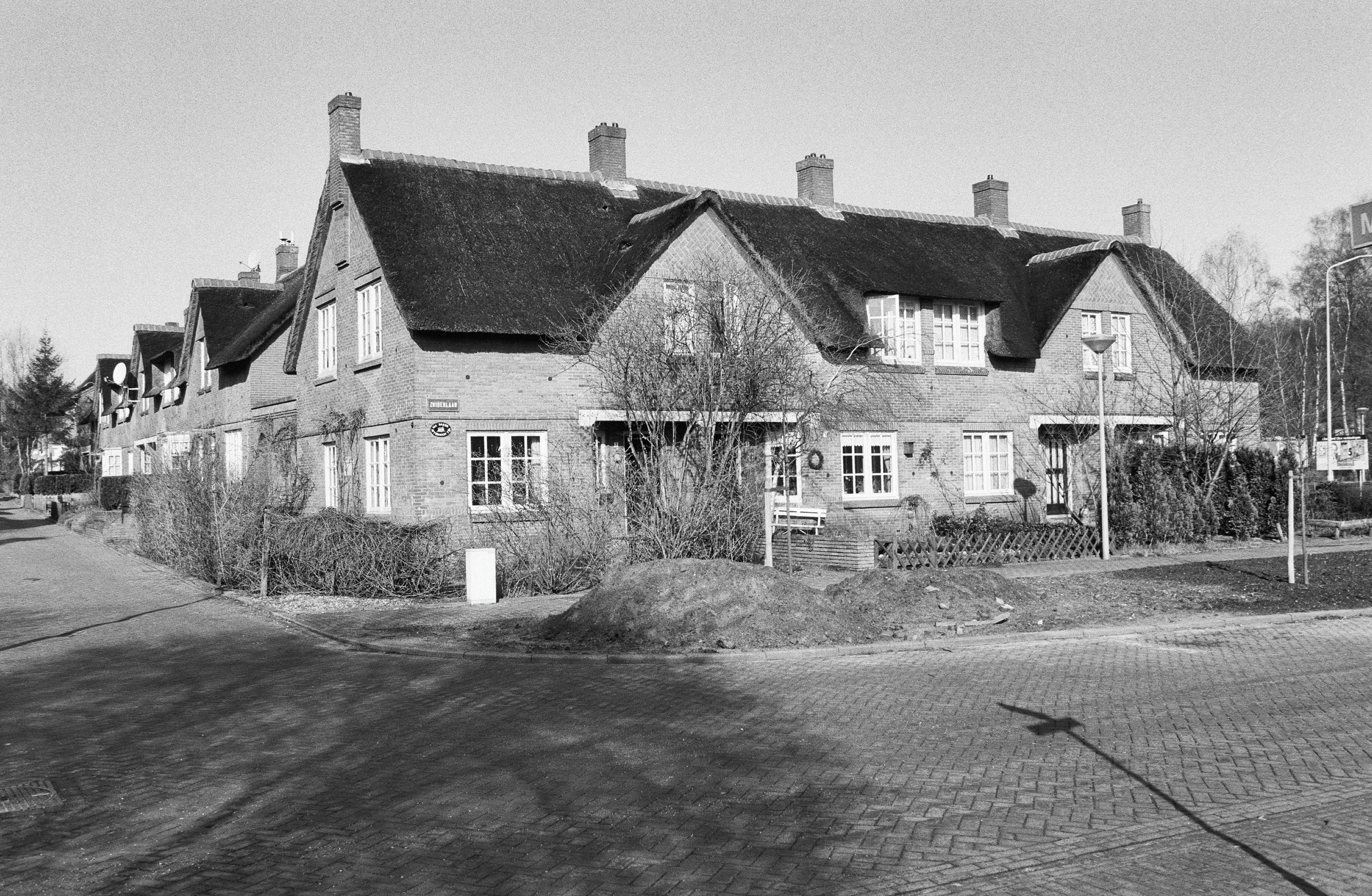
Blok met vier rijtjeshuizen bestaande uit twee hoekwoningen en twee tussenwoningen in Heveadorp

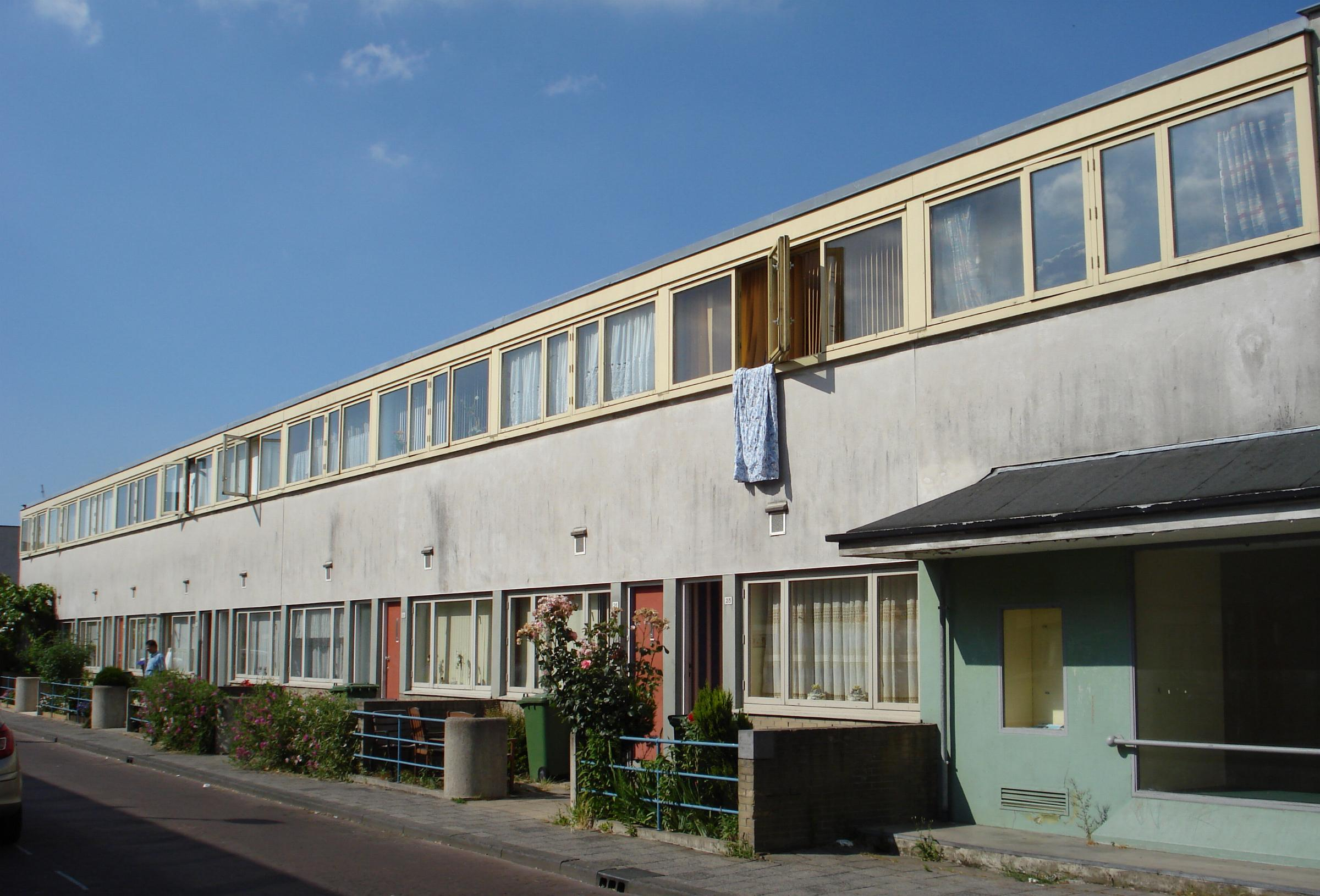
Rijtjeshuizen uit de jaren twintig in de Kiefhoek in Rotterdam

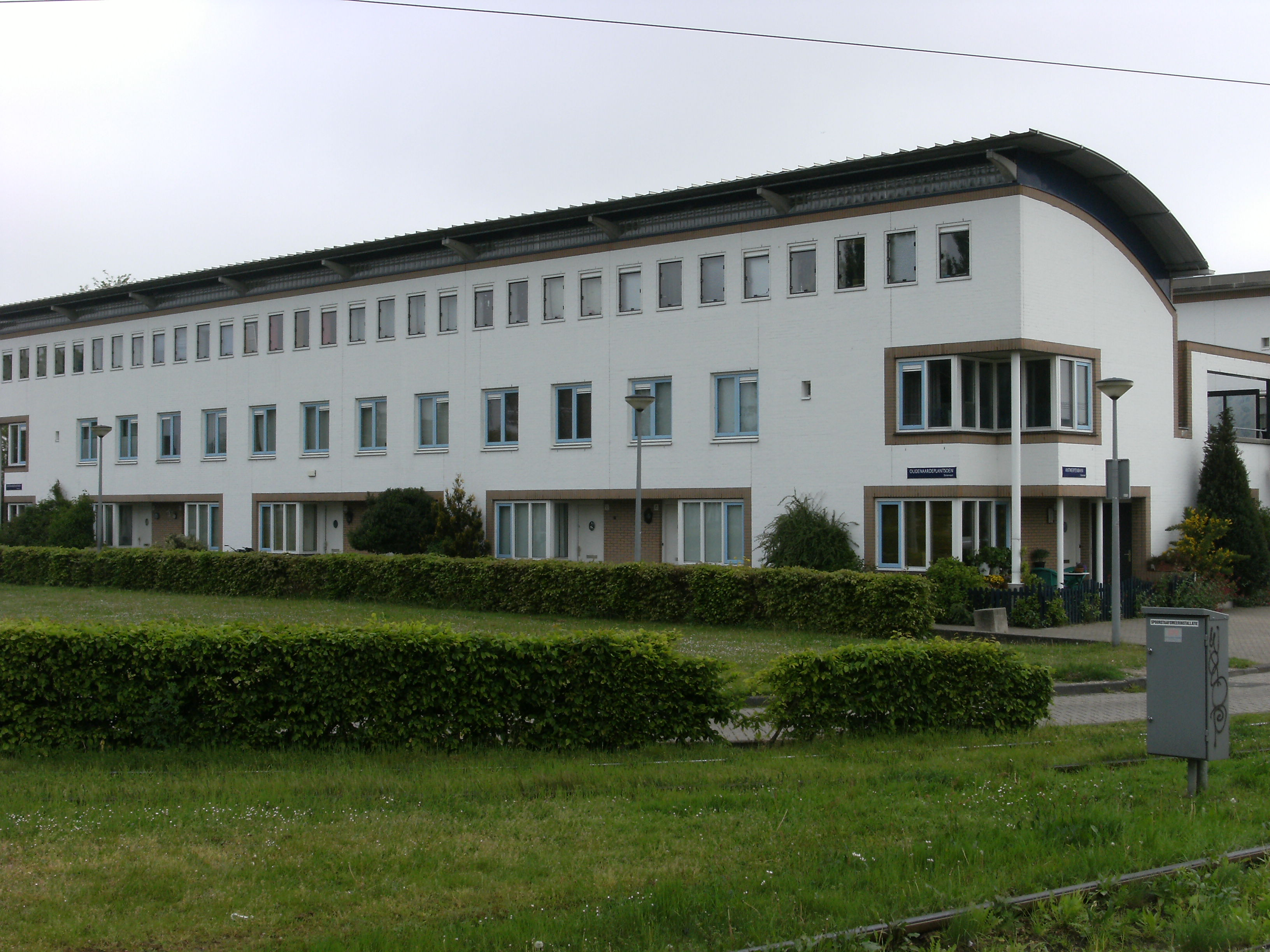
Rijtjeshuizen uit de jaren negentig aan het Oudenaardeplantsoen in Nieuw Sloten in Amsterdam Nieuw-West

Een rijtjeshuis, rijtjeswoning of tussenwoning is in Nederland een huis dat in een rijtje staat en van beide kanten wordt ingesloten door een ander, meestal identiek huis. Vaak staan er vier of meer huizen in een rijtje, met (vaak) op de hoeken een hoekhuis dat meestal meer grond heeft, en soms een garage. Over het algemeen hebben rijtjeshuizen een voor- en een achtertuin.
Essentieel bij rijtjeshuizen is dat zij ieder een eigen voordeur aan de straat hebben en een (bijna) identieke plattegrond, meestal om en om in spiegelbeeld. Een variant zijn de duplexwoningen, waarbij de beneden- en bovenwoningen naast elkaar hun eigen toegang hebben.

## Meest voorkomende huizentype
Rijtjeshuizen komen in meer landen voor, maar vooral in Nederland is het een veel voorkomend woningtype. Nergens in de Europese Unie wonen zoveel mensen in rijtjeshuizen als in Groot-Brittannië, Ierland en Nederland. Van de circa zeven miljoen woningen in Nederland zijn er circa vier miljoen als rijtjeshuis gebouwd. Circa tien miljoen Nederlanders wonen in een rijtjeshuis. Daarmee is dit het meest voorkomende huizentype. Rijtjeshuizen komen in bijna ieder dorp of stad voor in Nederland. Samen hebben ze een lengte van 16.000 kilometer, dat is ongeveer de afstand van Amsterdam naar Peking en terug.

## Geschiedenis in Nederland
De oorsprong van de rijtjeshuizen in Nederland ligt in hofjes die in de oude steden werden gebouwd, meestal voor bejaarden. Rondom een hof werden rijtjes gelijke en kleine woningen gebouwd waar meestal alleenstaanden woonden (alleen mannen of alleen vrouwen).
Panden langs de zeventiende-eeuwse grachten staan ook vaak in rijtjes, maar zijn meestal geen rijtjeshuizen, daar zij een individuele plattegrond en architectuur hebben. Wel kwamen er op sommige plaatsen langs de grachten een soort rijtjeshuizen voor, als een huizenbouwer meerdere kavels tegelijk lieten bebouwen volgens gelijk ontwerp. Een voorbeeld hiervan zijn de Zeven Provinciënhuizen uit 1725 aan de Prinsengracht 681-693 in Amsterdam.
In de 19e eeuw werden er in nieuwe arbeidersbuurten, vaak in de buurt van fabrieken, ook rijtjeshuizen gebouwd. Dit was een goedkope en efficiënte wijze om arbeiders nabij een fabriek te kunnen huisvesten.
In de 20e eeuw werden ook steeds meer rijtjeshuizen in nieuwbouwwijken gebouwd, deels in de vorm van tuindorpen. Zowel in steden als in dorpen kwamen er zo grote aantallen rijtjeshuizen tot stand.
In de periode na de Tweede Wereldoorlog werd in de nieuwbouwwijken, vaak tuinsteden, een mengeling van laagbouw-rijtjeshuizen, middelhoge portieketageflats en hoogbouwflats gebouwd. De rijtjeshuizen werden vaak in een grid in strokenbouw of in een dubbele L-vormige verkaveling in hofjes gebouwd. Dit werd voor het eerst toegepast in Tuindorp Frankendael / Jeruzalem in de Watergraafsmeer in 1950. Ook werden rijtjeshuizen in deze periode veelal als doorzonwoning gebouwd. Door de Rijksoverheid werd het bouwen van reeksen gelijke huizen gestimuleerd (laagbouw en flats), dit om hoge aantallen woningen te kunnen bouwen om aan de hoge woningbehoefte te kunnen voldoen.
In de jaren zeventig kwamen de 'bloemkoolwijken' in zwang, waarbij ook veel rijtjeshuizen voor kwamen, maar in een minder strakke ordening als tijdens de functionalistische nieuwbouwwijken daarvoor.
Vanaf de jaren negentig kwamen er in de Vinex-wijken ook weer vele rijtjeshuizen tot stand, in allerlei vormen en maten. Architecten kregen op basis van de rijtjeshuisplattegronden een grotere vrijheid in vormgeving. Deze periode kan tot nu toe als een hoogtepunt in de bouwproductie van rijtjeshuizen worden beschouwd.
Een recente ontwikkeling is de bouw van rijtjeshuizen, waarbij de plattegronden wel gelijk zijn, maar de gevels per woning verschillend. Dit om het 'saaie' gelijkvormige karakter van dit huizentype te doorbreken.

## Afbeeldingen

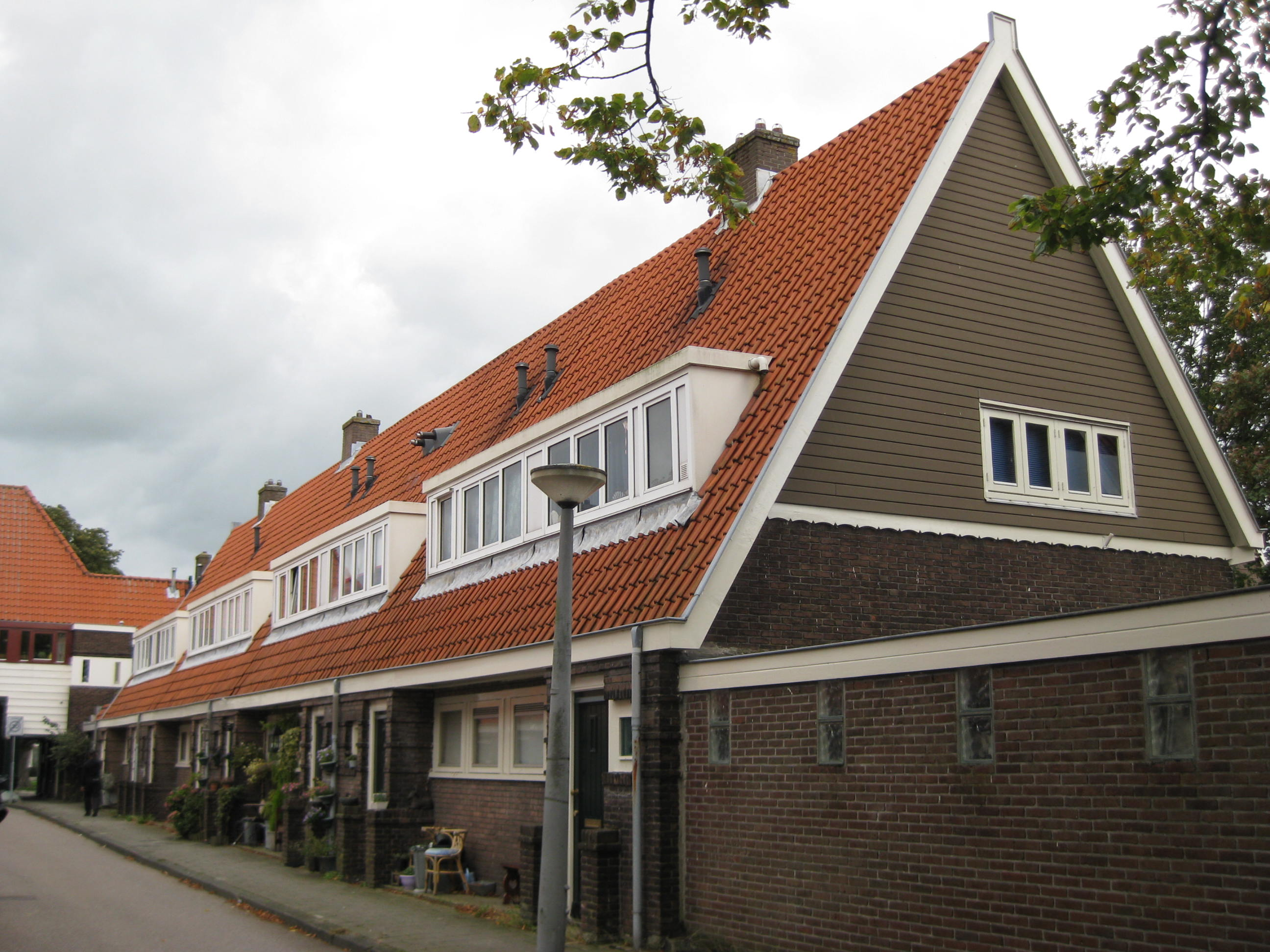
Oudorperstraat 2 t/m 18 in Amsterdam-Noord.
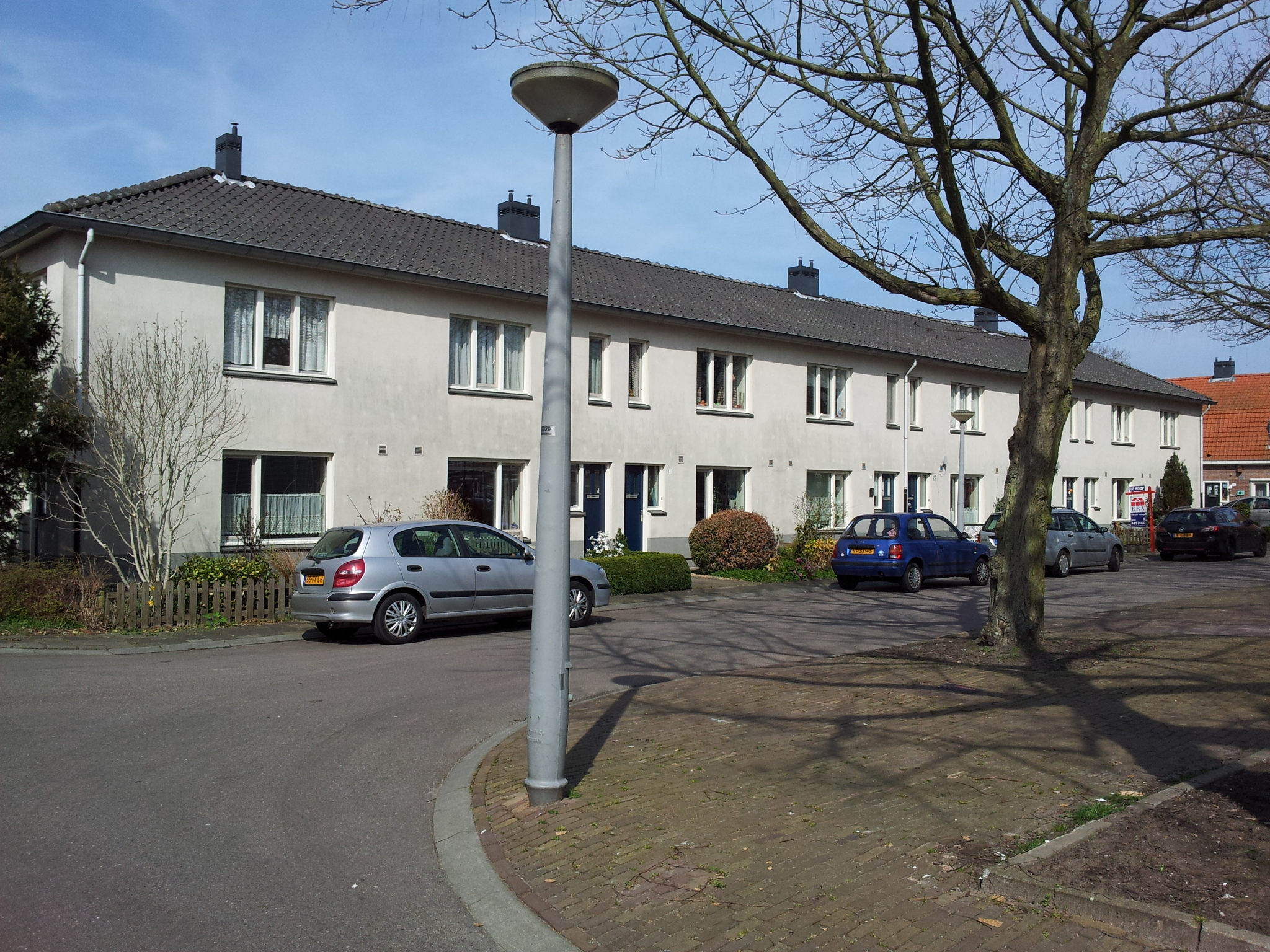
Rijtjeshuizen aan het Castorplein 7-21 in Amsterdam-Noord.
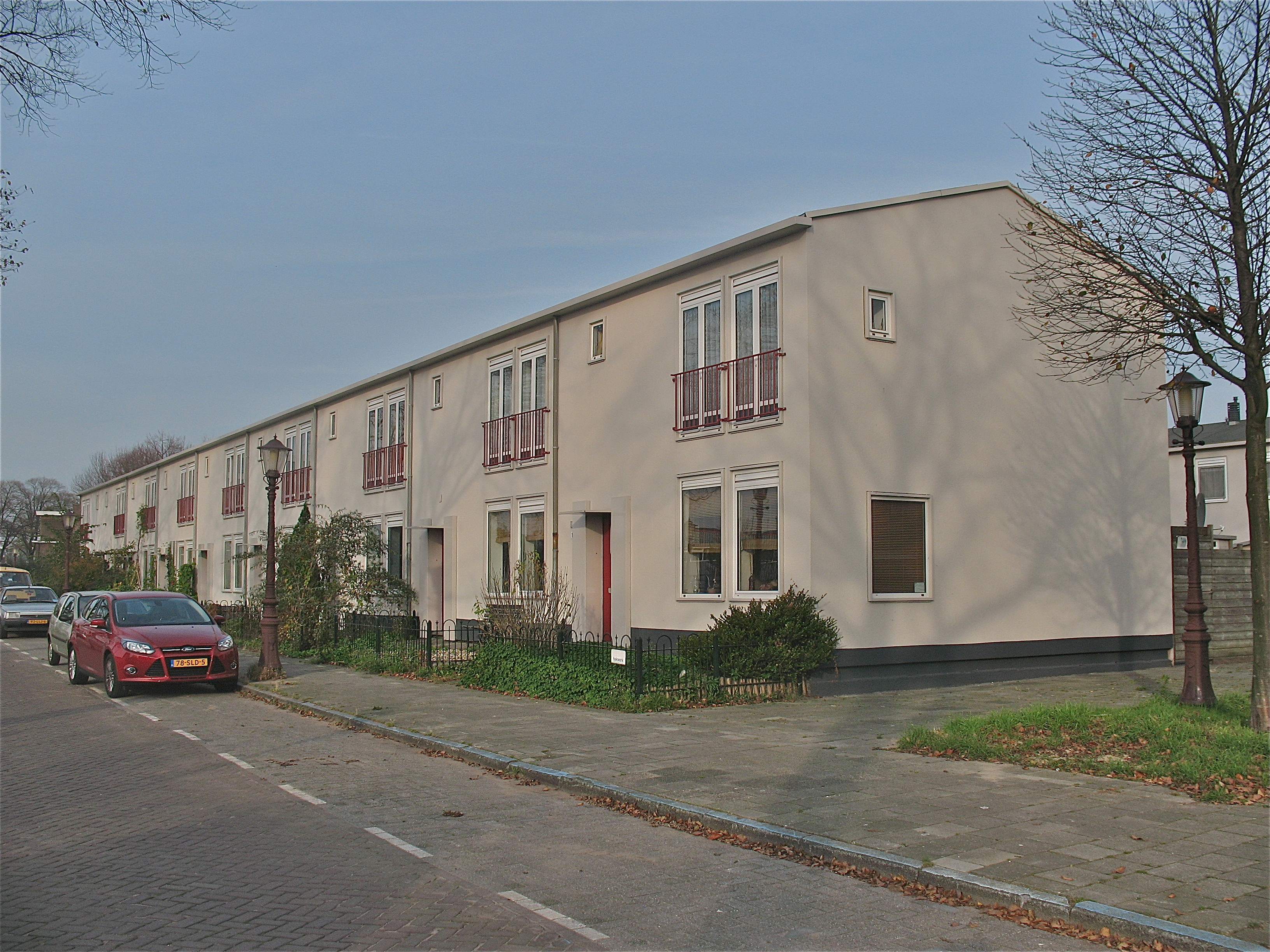
Naoorlogse rijtjeshuizen in de Van der Pekbuurt in Amsterdam-Noord.
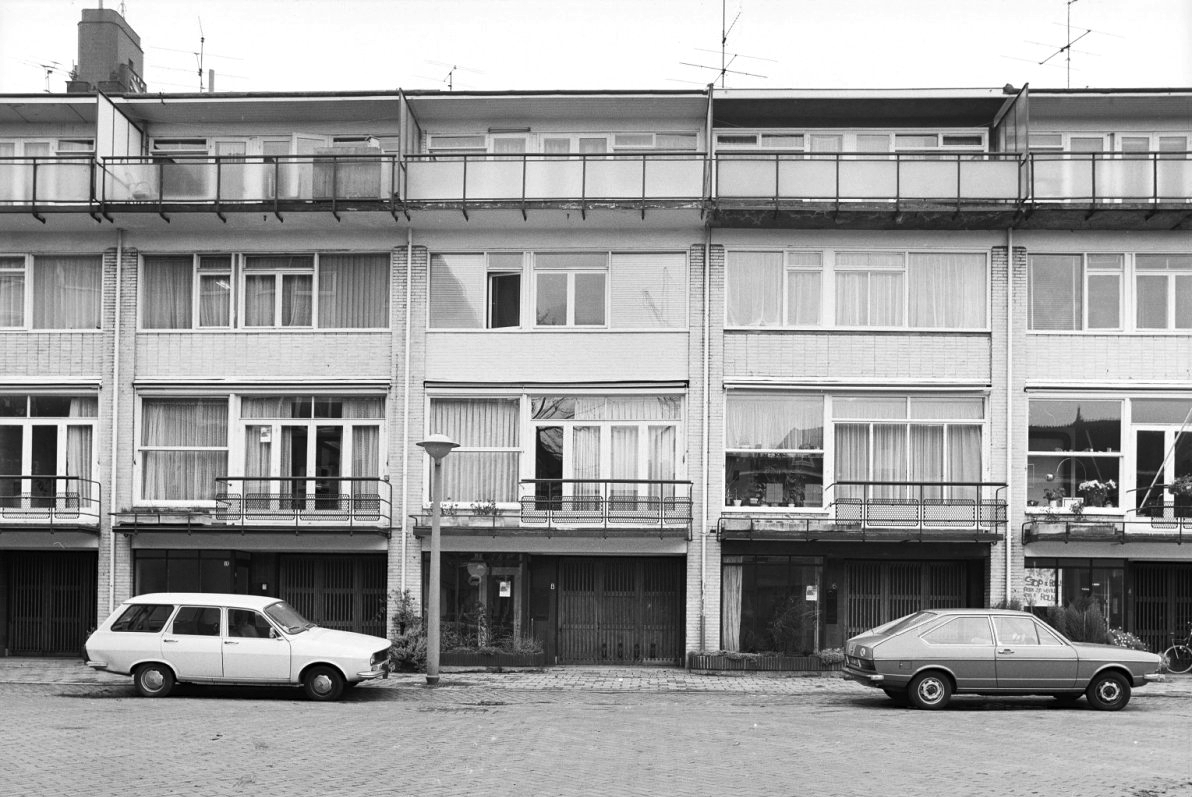
Ook de eerste drive-in woningen aan de Anthony van Dyckstraat in Amsterdam-Zuid zijn rijtjeshuizen.
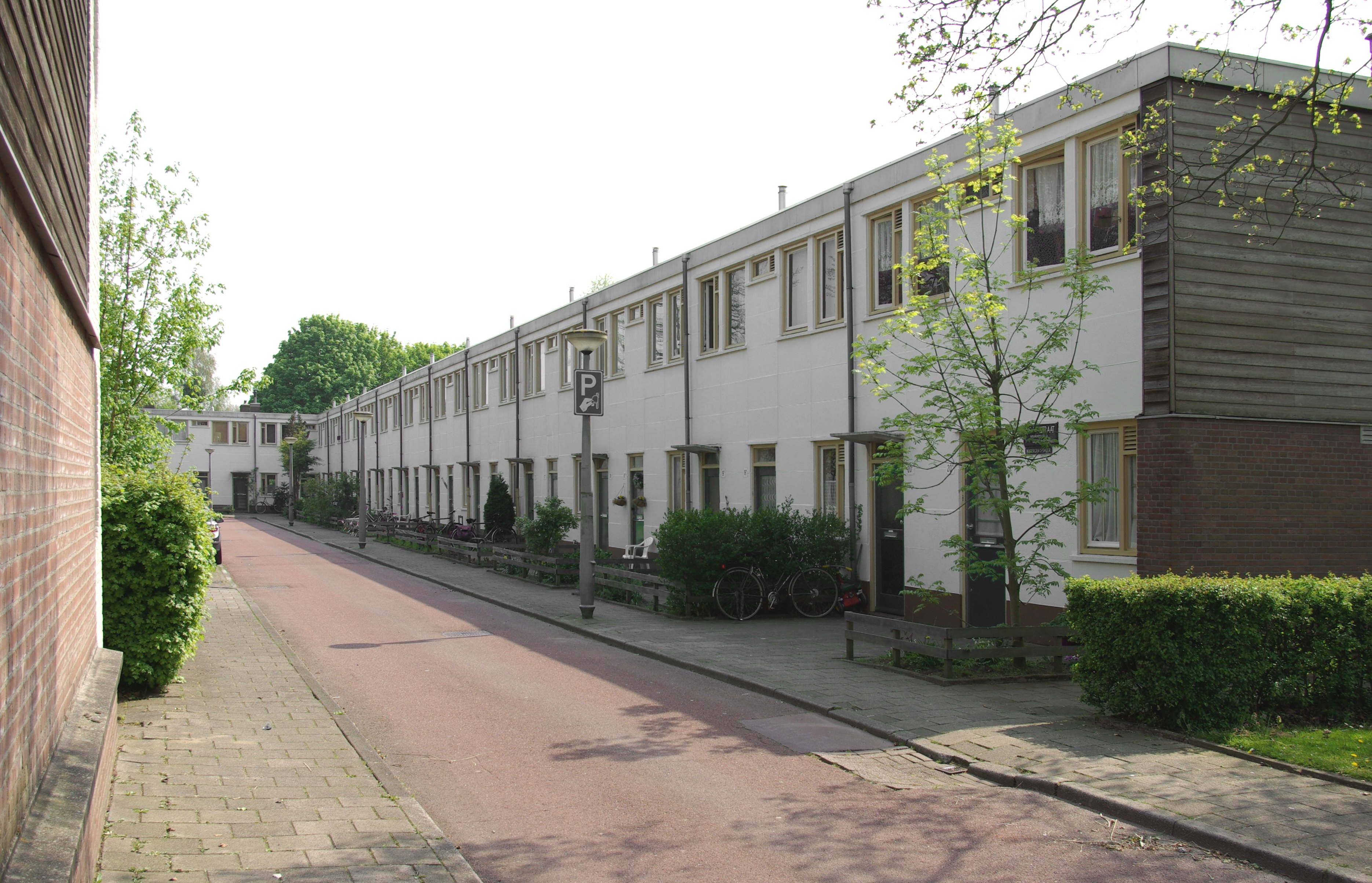
In Tuindorp Frankendael / Jeruzalem in de Watergraafsmeer komen veel rijtjeshuizen in de vorm van duplexwoningen voor.
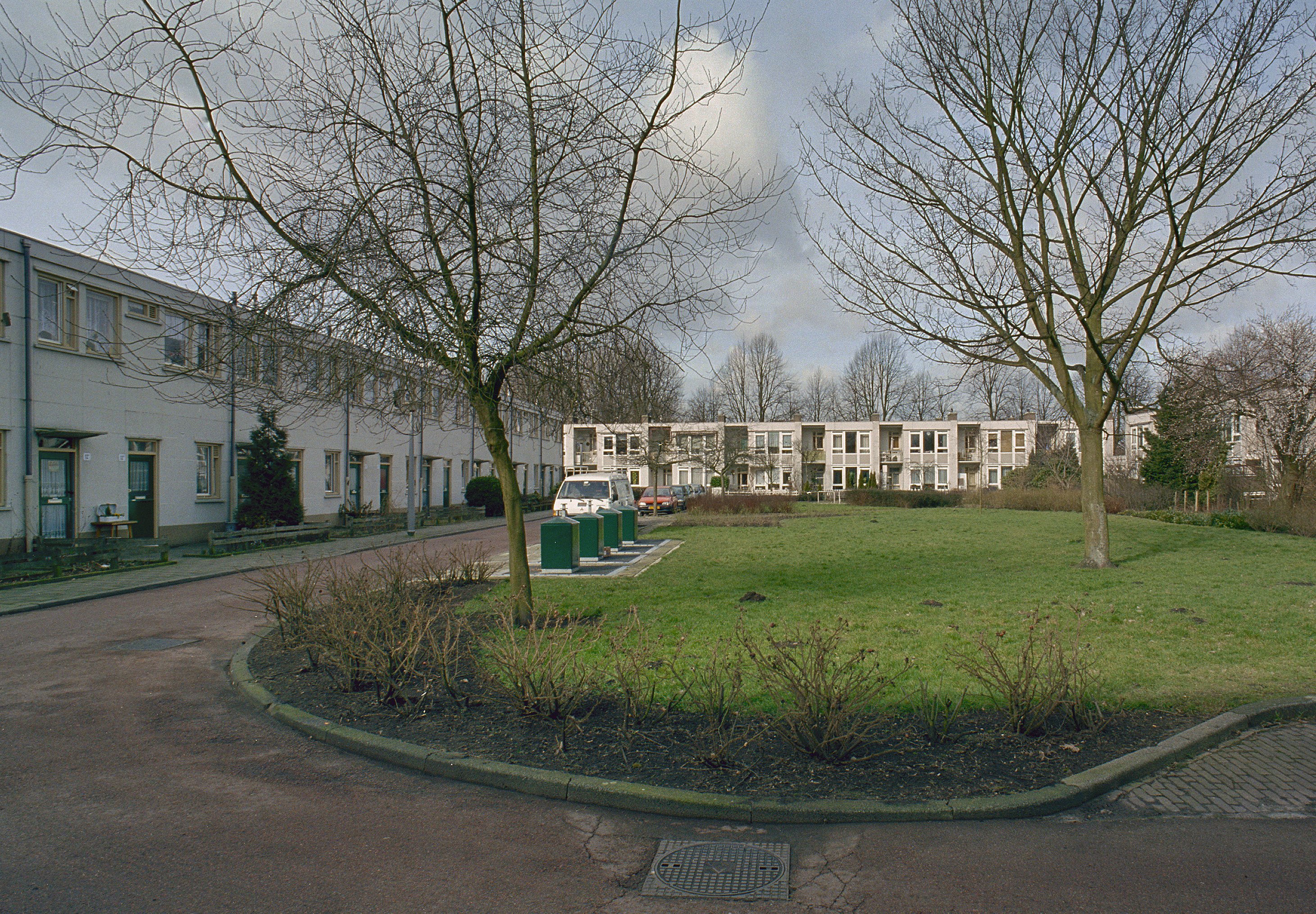
In Tuindorp Frankendael / Jeruzalem in de Watergraafsmeer komen veel rijtjeshuizen in de vorm van duplexwoningen voor, in een dubbele L-vormige verkaveling in een grid.
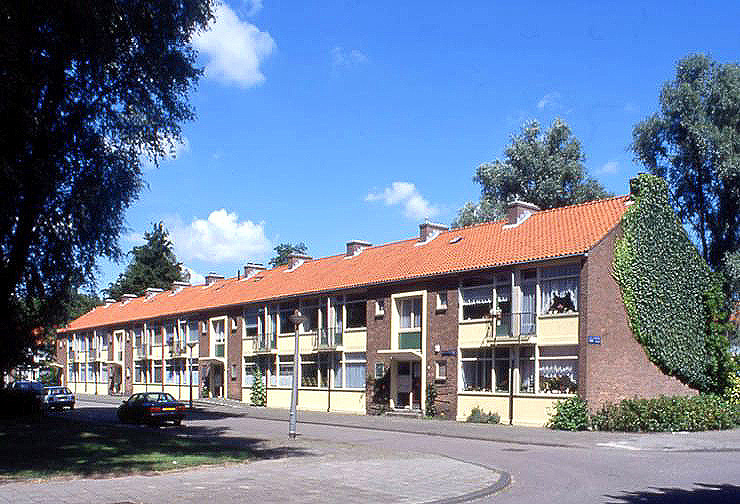
In de tuinstad Slotermeer in Nieuw-West zijn na het geslaagde experiment in Frankendaal ook vele rijtjeshuizen gebouwd, zowel in strokenbouw, in dubbele L-vormige verkaveling als ook in duplexwoningen.
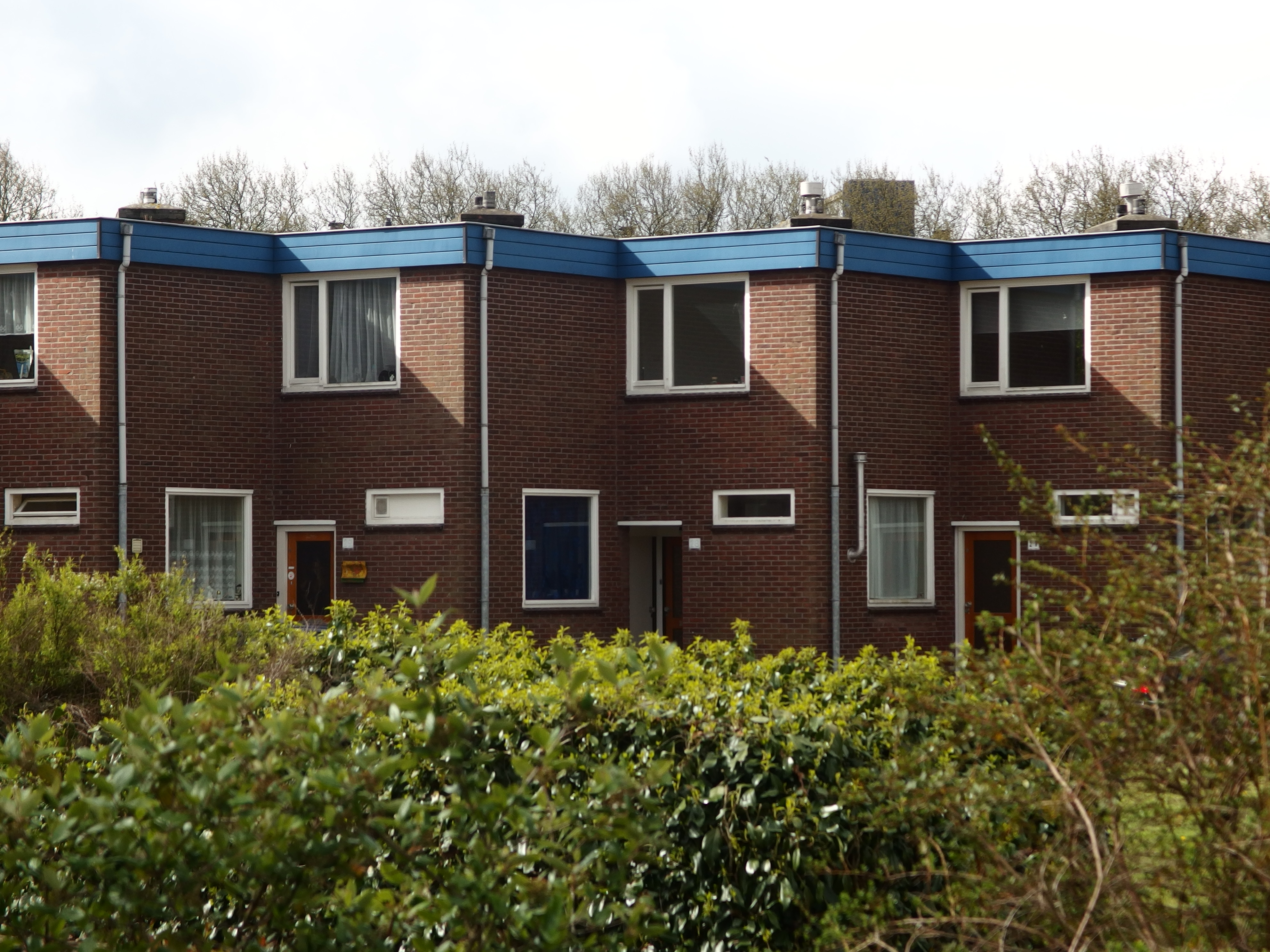
Een bijzondere vorm van Rijtjeshuizen zijn de Zaagtandwoningen uit 1958 in 'BlueBanddorp' in de tuinstad Slotervaart.
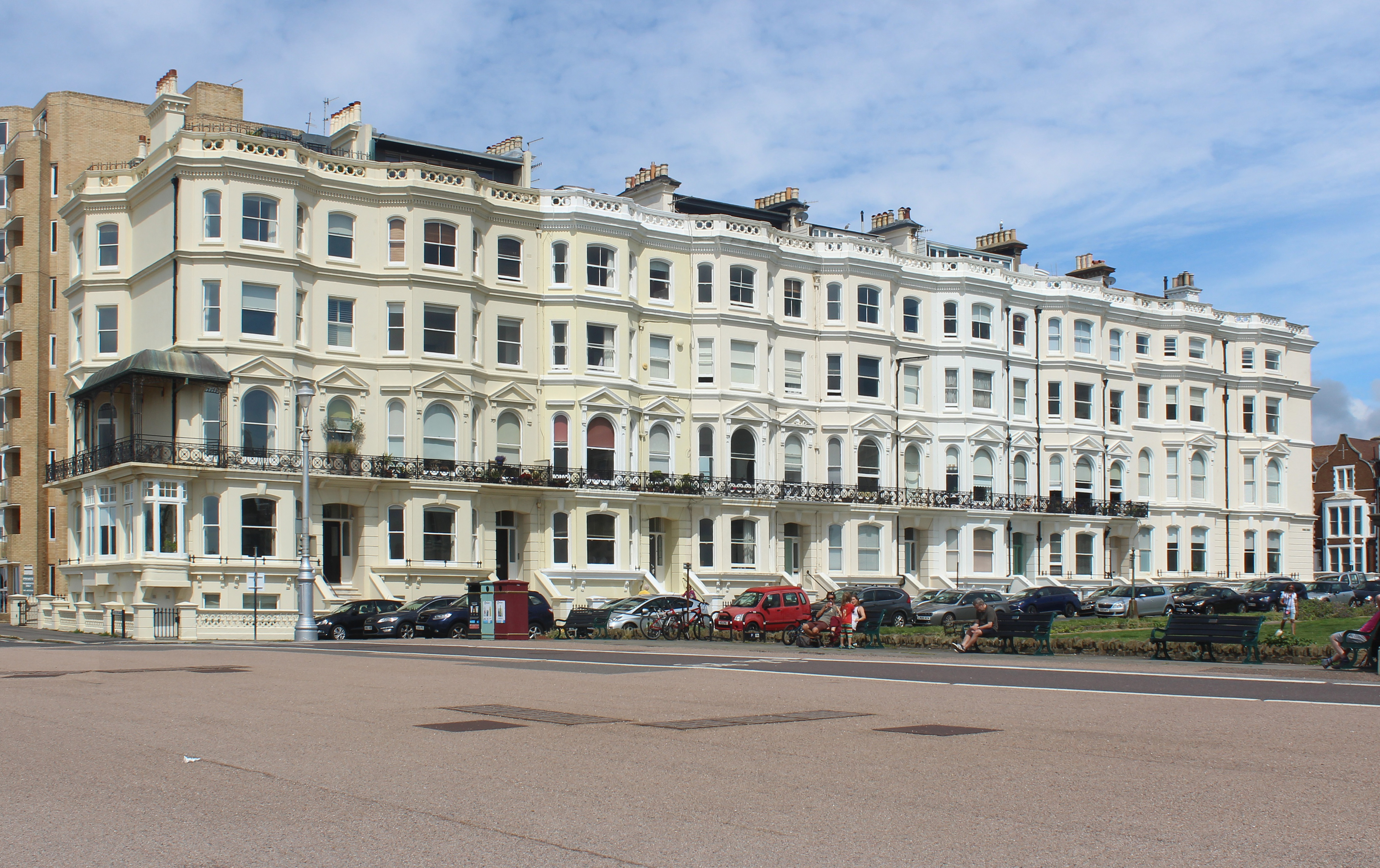
Luxe rijtjeshuis in Hove, Engeland.